# Српско национално веће Косова и Метохије
Српско национално веће Косова и Метохије је изабрано политичко и координационо тело које делује као представник Срба на Косову и Метохији.

## Председници
- Драган Велић (1999)
- Небојша Јовић (2011)
- Драган Велић (2012—2023)
- проф.др Ненад Којић (2023- до оставке 2024)
- Момир Стојановић (тренутни председник СНВ КиМ, 2024—)